# Pieter Both

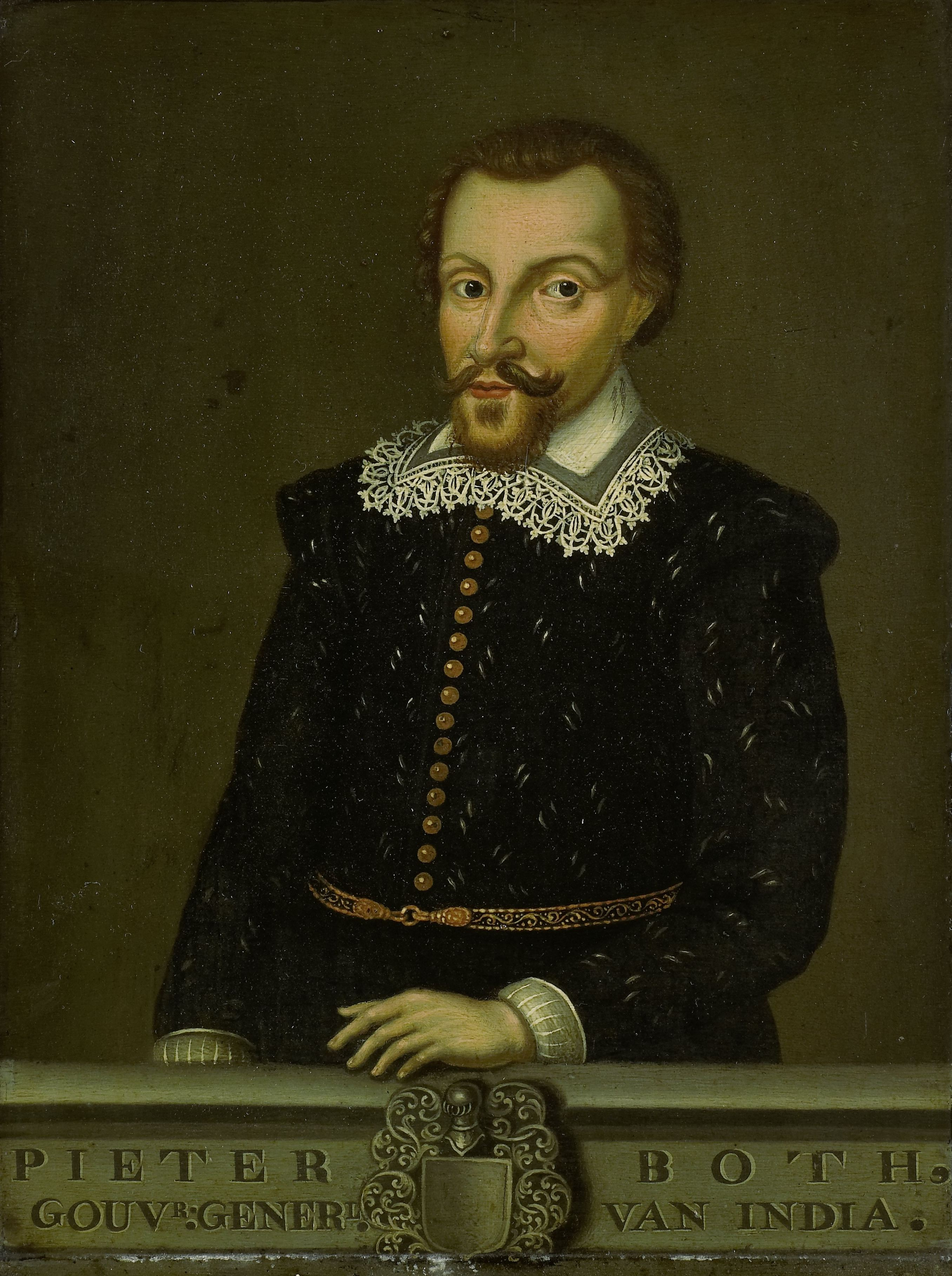
Pieter Both

Pieter Both (Amersfoort, 1568 - Maurício, 6 de março de 1615) foi o primeiro governador-geral das Índias Orientais Neerlandesas de 19 de dezembro de 1610 até 6 de novembro de 1614.
Não se sabe muito de seus primeiros anos. Em 1599, Both já era um almirante da Brabantsche Compagnie (Companhia de Brabante). Naquele ano, ele viajou para as Índias Orientais com quatro navios. Quando a recém-fundada Companhia Neerlandesa das Índias Orientais estabeleceu um governo para as Índias Orientais Neerlandesas, Pieter Both foi convidado para ser o governador-geral. Ele ocupou esse cargo de 19 de dezembro de 1610 até 6 de novembro de 1614. Durante esse período ele firmou contratos com as Ilhas Molucas, conquistou Timor e expulsou os espanhóis de Tidore.
Após renunciar seu cargo como governador-geral para Gerard Reynst, partiu para a Holanda com quatro navios. Dois dos navios naufragaram perto de Maurício e Both morreu afogado em 6 de março de 1615.
A segunda montanha mais alta de Maurício é nomeada Pieter Both em sua homenagem.